# Pantomallus reclusus
Pantomallus reclusus là một loài bọ cánh cứng trong họ Cerambycidae.